# Margaret de Connaught
Pour les articles homonymes, voir Margaret du Royaume-Uni (homonymie).
Titre
Princesse héritière consort de Suède
8 décembre 1907 – 1er mai 1920
(12 ans, 4 mois et 23 jours)
Margaret de Connaught (en anglais : Margaret of Connaught), née le 15 janvier 1882 à Bagshot Park (Royaume-Uni) et morte le 1er mai 1920 à Stockholm (Suède), est une princesse du Royaume-Uni, devenue princesse héritière de Suède. Elle est la grand-mère du roi Charles XVI Gustave de Suède, de la reine Margrethe II de Danemark et de la reine Anne-Marie des Hellènes.

## Biographie

### Famille et enfance

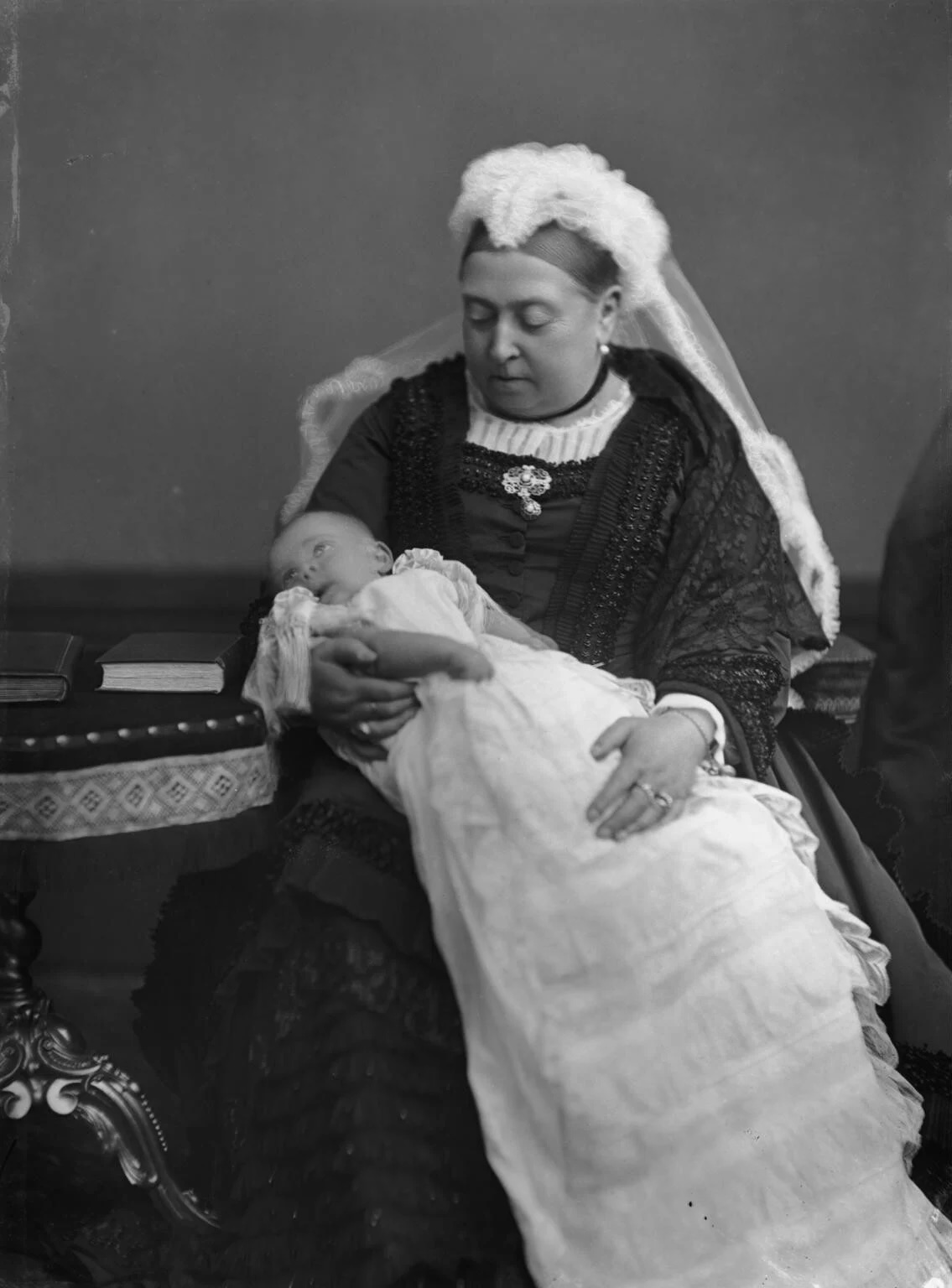
Margaret et sa grand-mère la reine Victoria en mai 1882.

Margaret, surnommée Daisy, naît le 15 janvier 1882 à Bagshot Park, dans le Surrey. Son père, le prince Arthur, duc de Connaught et Strathearn, est le fils de la reine Victoria du Royaume-Uni et du prince Albert de Saxe-Cobourg-Gotha. Sa mère, Louise-Marguerite de Prusse est la fille du prince Frédéric-Charles de Prusse et de la princesse Marie-Anne d'Anhalt-Dessau.
Margaret est baptisée le 11 mars 1882 à la chapelle privée du château de Windsor par l'archevêque de Cantorbéry. Ses parrains sont l'empereur allemand Guillaume Ier, son grand-père le prince Frédéric-Charles de Prusse, son arrière-grand-père le prince Charles de Prusse et son oncle le prince de Galles. Ses marraines sont ses grand-mères la reine Victoria du Royaume-Uni et la princesse Marie-Anne d'Anhalt-Dessau, sa tante la Kronprinzessin Victoria du Royaume-Uni, l'impératrice allemande Augusta de Saxe-Weimar-Eisenach, et la duchesse de Cambridge, Augusta de Hesse-Cassel.
Avec sa sœur Patricia, elle est demoiselle d'honneur au mariage du prince George et de Mary de Teck le 6 juillet 1893.
Elle est confirmée en la chapelle privée du château de Windsor en mars 1898.

### Mariage
Lorsque la princesse Margaret a 23 ans et sa sœur cadette Patricia 18, les deux jeunes filles figurent parmi les princesses les plus belles et les plus convoitées d'Europe. Leur oncle, Édouard VII, souhaite que ses nièces épousent un roi ou un prince héritier européen. En janvier 1905, le duc et la duchesse de Connaught se rendent donc au Portugal et sont reçus par le roi Charles Ier et son épouse, Amélie d'Orléans, et leurs fils, les princes Louis-Philippe et Manuel rencontrent les jeunes princesses britanniques. Les Portugais s'attendent alors à ce que l'une des deux sœurs devienne la future reine de Portugal.
La famille poursuit son voyage en Egypte et au Soudan. Au Caire, ils rencontrent le prince Gustave-Adolphe de Suède, petit-fils du roi Oscar II. À l'origine, c'est la sœur de Margaret, Patricia, qui est considérée comme la fiancée idéale pour Gustave-Adolphe ; à son insu, une rencontre est organisée avec les deux sœurs. Gustave-Adolphe et Margaret tombent amoureux au premier regard ; il la demande en mariage lors d'un dîner organisé par Lord Cromer au consulat britannique en Égypte et elle accepte aussitôt. Les parents de Margaret sont très satisfaits de cette union.

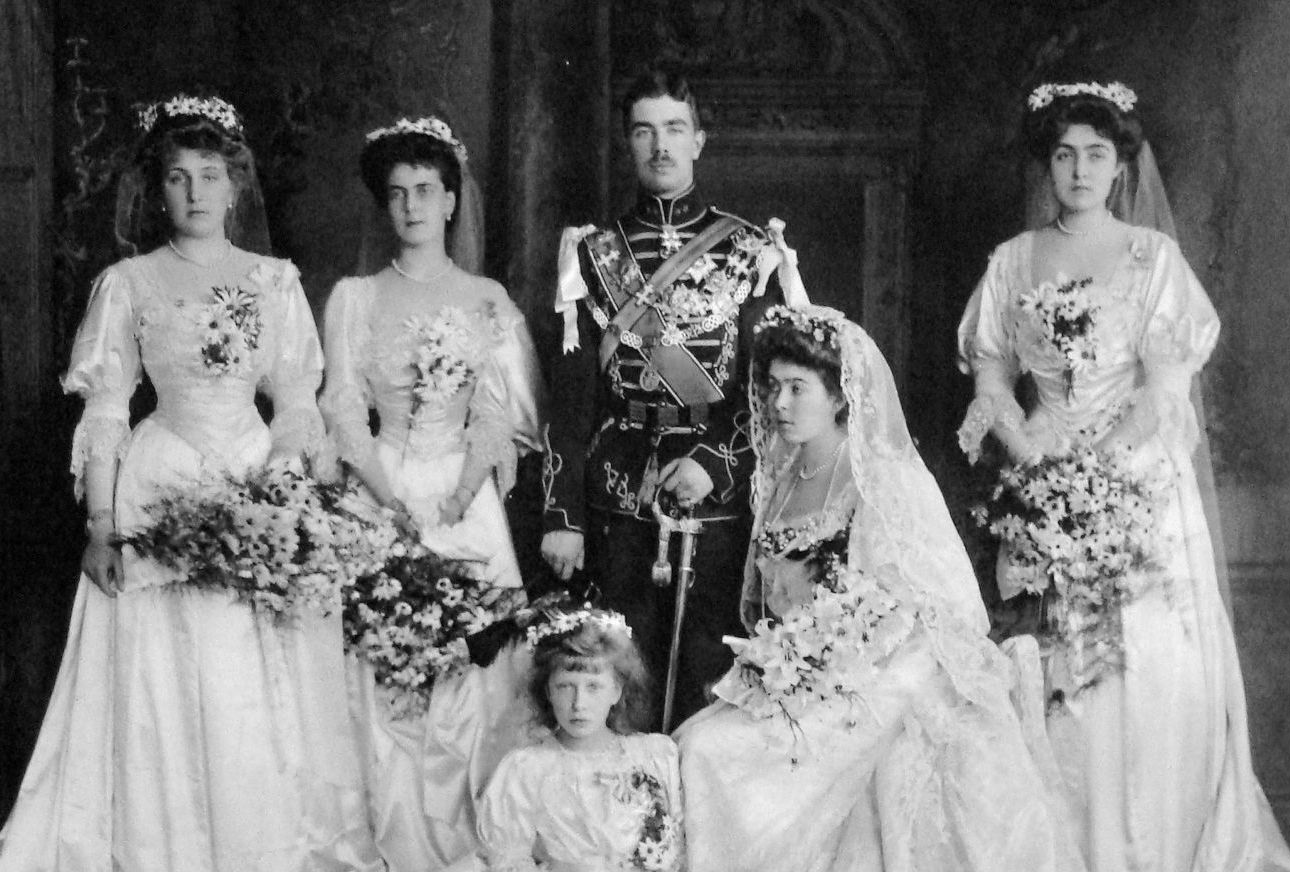
Margaret et Gustave-Adolphe le jour de leur mariage.

Margaret et Gustave-Adolphe se marient le 15 juin 1905 en la chapelle Saint-Georges de Windsor. Les demoiselles d'honneur de la princesse sont ses cousines Victoire-Eugénie de Battenberg et Béatrice de Saxe-Cobourg-Gotha, la princesse Mary du Royaume-Uni, et sa sœur la princesse Patricia. Le couple passe sa lune de miel à Adare Manor dans le comté de Limerick en Irlande, et arrive en Suède le 8 juillet 1905.
Le couple donne naissance à cinq enfants :
- Gustave-Adolphe de Suède (22 avril 1906 - 26 janvier 1947), duc de Västerbotten, époux de Sibylle de Saxe-Cobourg-Gotha ;
- Sigvard de Suède (7 juin 1907 - 4 février 2002), duc d’Uppland, époux d'Erika Patzek puis de Sonia de Robbert ;
- Ingrid de Suède (28 mars 1910 - 7 novembre 2000), épouse de Frédéric IX de Danemark ;
- Bertil de Suède (28 février 1912 - 5 janvier 1997), duc de Halland, époux de Lilian Davies ;
- Carl Johan de Suède (31 octobre 1916 - 5 mai 2012), duc de Dalécarlie, époux de Kerstin Wijkmark puis de Gunilla Wachtmeister af Johannishus.

Margaret est une mère dévouée et est déterminée à passer du temps avec ses enfants. Elle refuse de les laisser à des nourrices, comme c'est alors la convention.
Lorsque le père de Gustave-Adolphe accède au trône le 8 décembre 1907 sous le nom de Gustave V, Gustave-Adolphe devint le prince héritier et Margaret la princesse héritière. 

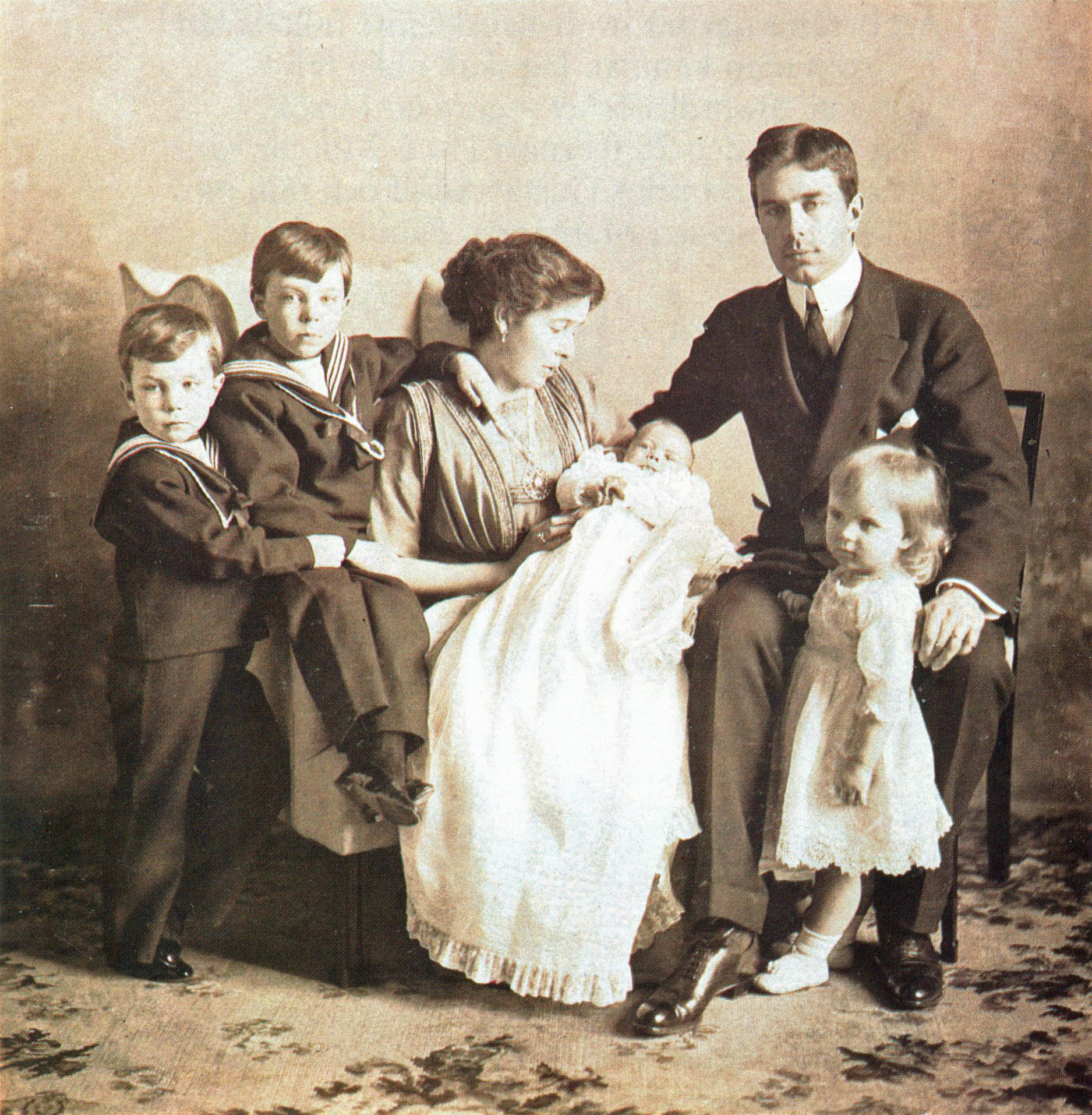
Margaret et Gustave-Adolphe avec leurs quatre premiers enfants en 1912.

Le mariage entre Margaret et Gustave-Adolphe est décrit comme un heureux mariage d'amour. Gustave-Adolphe, qui a souffert de la discipline militaire avec laquelle il a été élevé par sa mère, est séduit par les habitudes anglaises de Margaret. L'infante Eulalie d'Espagne écrit que la princesse héritière donne à la cour suédoise « une touche de l'élégance de la cour de Saint-James » et rapporte combien Margaret aime sa vie en Suède.
Après son arrivée en Suède, Margaret, qui y est appelée « Margareta », reçoit des cours de suédois qu'elle maîtrise au bout de deux ans, et demande à être éduquée sur l'histoire suédoise et le travail social. Elle est également impatiente d'en savoir plus sur le pays et fait souvent des voyages incognito. Au cours de ses premières années en Suède, Margaret se comporte avec beaucoup de sérieux et est donc considérée comme rigide, mais son image publique change en raison de son grand intérêt pour le sport, où son attitude est plus détendue et naturelle. Margaret s'enthousiasme pour de nombreuses formes de sports ; en hiver, elle pratique le ski, le patinage et le hockey, et joue au tennis et au golf pendant l'été. Elle correspond également avec divers parents.

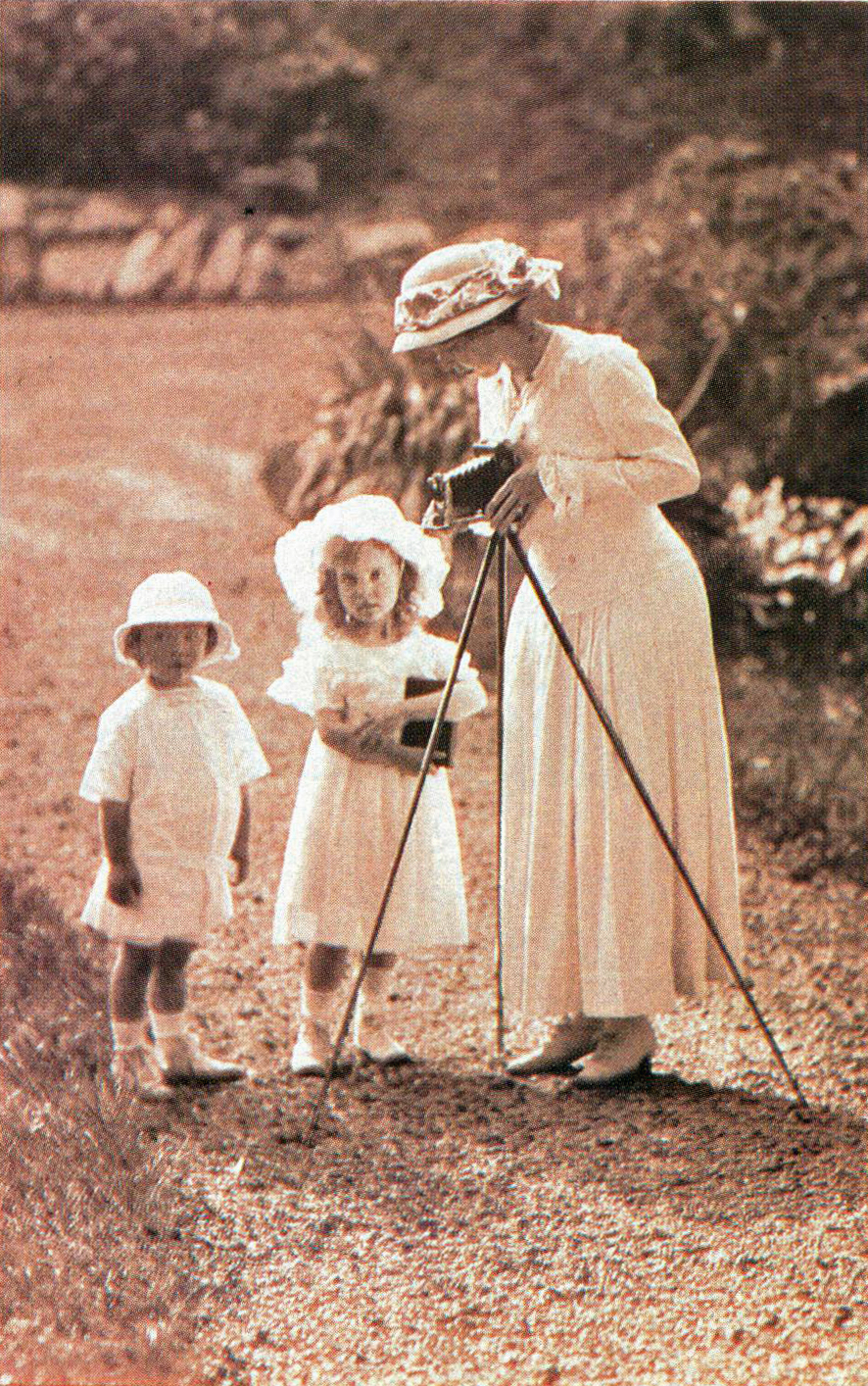
Margaret dans les années 1910 avec Bertil et Ingrid.

Margaret s'intéresse également à l'art et est une admiratrice des œuvres de Claude Monet. Elle photographe, peint et aime beaucoup le jardinage. Elle et son époux reçoivent le palais de Sofiero en cadeau de mariage, et ils y passent leurs étés pour créer des jardins à l'anglaise sur le domaine ; leurs enfants participent à leur perfectionnement. En 1915, Margaret publie le livre Vår trädgård på Sofiero (« Notre jardin à Sofiero ») et deux ans plus tard Från blomstergården (« Du jardin fleuri ») illustré de ses propres dessins et photographies, qui sont vendus au profit des écoles et des garderie.
Pendant la Première Guerre mondiale, Margaret crée une société de couture pour soutenir la Croix-Rouge. La société appelée Kronprinsessans Centralförråd för landstormsmäns beklädnad och utrustning (« Le stockage central de la princesse héritière pour les vêtements et l'équipement des troupes à domicile »), doit équiper les forces armées suédoises de vêtements appropriés. Lorsque les réserves de paraffine deviennent rares, elle organise une collecte de bougies. En novembre 1917, elle met en place un programme pour former les jeunes filles au travail de la terre. Elle sert également d'intermédiaire pour des proches séparés par la guerre. Avec son aide, des lettres privées et des demandes de recherche d'hommes portés disparus sont transmises. Elle est également très active dans son travail en action des détenus. Elle aide en effet les prisonniers de guerre dans les camps à travers l'Europe, en particulier les ressortissants britanniques. En 1917, Margaret organise la Margaretainsamlingen för de fattiga (« La collecte de fonds Margaret pour les pauvres »). Margaret est pro-britannique, contrairement à l'attitude strictement pro-allemande de sa belle-mère. À la fin de la guerre, lorsque les dernières étapes vers une démocratie complète sont franchies en Suède, l'attitude positive de Margaret à l'égard des réformes contraste avec l'hostilité de ses beaux-parents et influence son mari. Cela aurait apaisé les tensions politiques et préservé la monarchie suédoise.
À 2 heures du matin, le samedi 1er mai 1920, jour du 70e anniversaire de son père, la princesse héritière meurt subitement à Stockholm d'une septicémie. Quelque temps auparavant, elle avait souffert de la rougeole, qui avait endommagé son oreille, et elle venait de subir une intervention chirurgicale pour retirer une mastoïde. Depuis le dimanche précédent, elle souffre de douleurs au visage à cause de son œil, et les médecins décident d'effectuer une autre intervention. Le jeudi, des symptômes d'érysipèle apparaissent sous son oreille droite. Les symptômes de la septicémie se déclarent le vendredi soir, et elle meurt en quelques heures. Âgée de 38 ans, elle était alors enceinte de huit mois de son sixième enfant. En annonçant sa mort lors des célébrations traditionnelles de la Journée internationale des travailleurs, le Premier ministre Hjalmar Branting déclare : « le rayon de soleil du palais royal de Stockholm s'est éteint »,.
La princesse Margaret est inhumée selon ses volontés, écrites en 1914. Elle a demandé à être enterrée dans sa robe de mariée et son voile, un crucifix à la main, dans un simple cercueil en chêne anglais et recouvert des drapeaux britannique et suédois. Elle a demandé que son corps ne soit pas exposé après sa mort. Elle repose provisoirement en la cathédrale de Stockholm, puis, comme elle avait exprimé le souhait de ne pas être inhumée à l'intérieur d'une église, elle est la première à être enterrée au cimetière royal d'Haga en 1922.

## Titulature
- 15 janvier 1882 - 15 juin 1905 : Son Altesse royale la princesse Margaret de Connaught
- 15 juin 1905 - 8 décembre 1907 : Son Altesse royale la princesse Margaret de Suède, duchesse de Scanie
- 8 décembre 1907 - 1er mai 1920 : Son Altesse royale la princesse héritière de Suède

## Distinctions
- Membre de seconde classe de l'ordre royal de Victoria et Albert
- Dame de l'ordre de la couronne d'Inde
- 25 juillet 1905 : Dame de justice du très vénérable ordre de Saint-Jean
- 17 mai 1908 : dame grand-croix de l'ordre de Sainte-Catherine

## Héraldique

Armoiries de la princesse Margaret jusqu'en 1917.
Armoiries de la princesse Margaret à partir de 1917.
Armoiries de la princesse Margaret, princesse de Suède.